# Simon Hald
Simon Hald Jensen (Aalborg, 29 de setembro de 1994) é um jogador de handebol dinamarquês.

## Carreira
Hald começou a jogar handebol de ponta no clube dinamarquês Aalborg Håndbold, onde fez parte do time da liga de 2013 a 2018. Aqui, ele ganhou dois Campeonatos Dinamarqueses, em 2013 e 2017. Em 2018, ela mudou para o principal clube alemão Flensburg-Handewitt em um contrato de três anos, onde venceu a Bundesliga alemã em 2019. Em 2023, ele renovou com seu antigo clube, o Aalborg Håndbold. Em sua primeira temporada de volta ao Aalborg, ele venceu o Campeonato Dinamarquês novamente.
Jogando pela Seleção Dinamarquesa Sub-19, ele fez parte da equipe que venceu a Copa do Mundo Sub-19 em 2013, na Hungria, onde ganhou o prêmio de Jogador do Torneio. Ele fez sua estreia pela seleção principal em 2015 e, em 2019, estreou no torneio do Campeonato Mundial de Handebol Masculino de 2019 em casa, onde conquistou a Copa do Mundo, o primeiro título mundial da Dinamarca. Ele também fez parte da equipe dinamarquesa que conquistou medalhas de ouro no Campeonato Mundial de Handebol Masculino de 2021, no Egito.
Nos Jogos Olímpicos de Verão de 2024, em Paris, conquistou a medalha de ouro no torneio masculino do handebol, após vencer na final confronto contra a equipe alemã por 39–26.